# Tricholoma nigrum
Espèce
Tricholoma nigrum est une espèce de champignons du genre des Tricholomes. Connu dans l'Oregon, il a été décrit en 1996.

## Publication originale
- (en) Kris M. Shanks, New species of Tricholoma from California and Oregon, vol. 88, Mycological Society of America, coll. « Mycologia » (no 3), 1996 (JSTOR 3760890, lire en ligne), p. 497–508